# 24984 Usui
24984 Usui este un asteroid din centura principală de asteroizi.

## Descriere
24984 Usui este un asteroid din centura principală de asteroizi. A fost descoperit pe 27 mai 1998 la Stația Anderson Mesa în cadrul programului LONEOS. Asteroidul prezintă o orbită caracterizată de o semiaxă mare de 2,26 ua, o excentricitate de 0,25 și o înclinație de 10,5° în raport cu ecliptica.